# Chimbarongo (distrito)
Chimbarongo fue uno de los distritos que integró la subdelegación de Chimbarongo, en el antiguo departamento de San Fernando, provincia de Colchagua.
El territorio del distrito fue organizado por decreto del presidente José Joaquín Pérez Mascayano el 14 de agosto de 1867.

## Historia
El distrito, que ocupó el número 2.° de la subdelegación Chimbarongo, fue creado por decreto supremo del 14 de agosto de 1867, que divide el departamento de San Fernando en veinte subdelegaciones y numerosos distritos. El documento determina así sus límites:

Al norte, el deslinde sur del distrito anterior; al este y oeste, los mismos de la subdelegación; y al sur, el camino de la Matanza, desde el cerro hasta el de Convento Viejo o de Chimbarongo, subiendo por este hacia el norte hasta encontrar el camino que va a la estación del ferrocarril, el cual se extiende hasta el de la Frontera y completa el límite del distrito.

El Decreto con Fuerza de Ley N.° 8.583 del 30 de diciembre de 1927 redistribuye el territorio del departamento de San Fernando, y los distritos se suprimen.

## Administración
La administración del territorio estaba a cargo de un inspector, quien respondía a las órdenes del subdelegado, quien tenía la potestad de nombrarlos o removerlos dando cuenta al gobernador departamental.